# Interpol (hudební skupina)
Interpol je americká indie-rocková skupina pocházející z New Yorku. Mezi její současné členy patří Paul Banks (zpěv, kytara), Daniel Kessler (kytara) a Sam Fogarino (bicí).
Skupina vznikla v roce 1997, o čtyři roky později vydala kritiky oceňované debutové album s názvem Turn on the Bright Lights. Druhá deska Antics se silnými singly „Evil“, „Slow Hands“ nebo „NARC“ bodovala jak doma (15. místo v USA), tak na Ostrovech (21. ve Velké Británii). Následovala 18 měsíců dlouhá Antics tour, kde si zahráli po boku takových skupin jako U2 nebo The Cure. V roce 2007 vyšlo jejich třetí album Our Love to Admire plné pomalejších písní, které se však umístilo na druhém a čtvrtém místě britské, resp. americké albové hitparády. V roce 2010 ji opustil Basista Carlos Dangler a vydali 4. studiové album Interpol. Poslední plánované album nese název El Pintor a vyšlo 8. září roku 2014 pod labelem Matador Records. Album obsahuje celkově 10 skladeb a 11. skladba „The Depths“ a je k nalezení na speciální edici alba.

## Diskografie

### Studiová alba
- 2002 – Turn on the Bright Lights
- 2004 – Antics
- 2007 – Our Love to Admire
- 2010 – Interpol
- 2014 – El Pintor
- 2018 – Marauder
- 2022 – The Other Side of Make-Believe

### EP
- 1998 – Demo Tape
- 2000 – Fukd ID #3
- 2001 – Precipitate EP
- 2002 – Interpol EP
- 2003 – The Black EP
- 2005 – Interpol Remix EP
- 2007 – Interpol: Live In Astoria EP

### Singly
- 2002 – „PDA“
- 2002 – „NYC“
- 2002 – „Obstacle 1“
- 2003 – „Say Hello To The Angels“
- 2004 – „Slow Hands“
- 2005 – „Evil“
- 2005 – „C'mere“
- 2005 – „NARC“
- 2005 – „Slow Hands“ (2. vydání)
- 2007 – „The Heinrich Maneuver“
- 2007 – „Mammoth“
- 2007 – „No I in Threesome“
- 2010 – „Barricade“
- 2014 – „All The Rage Back Home“